# 法兰 (机械)

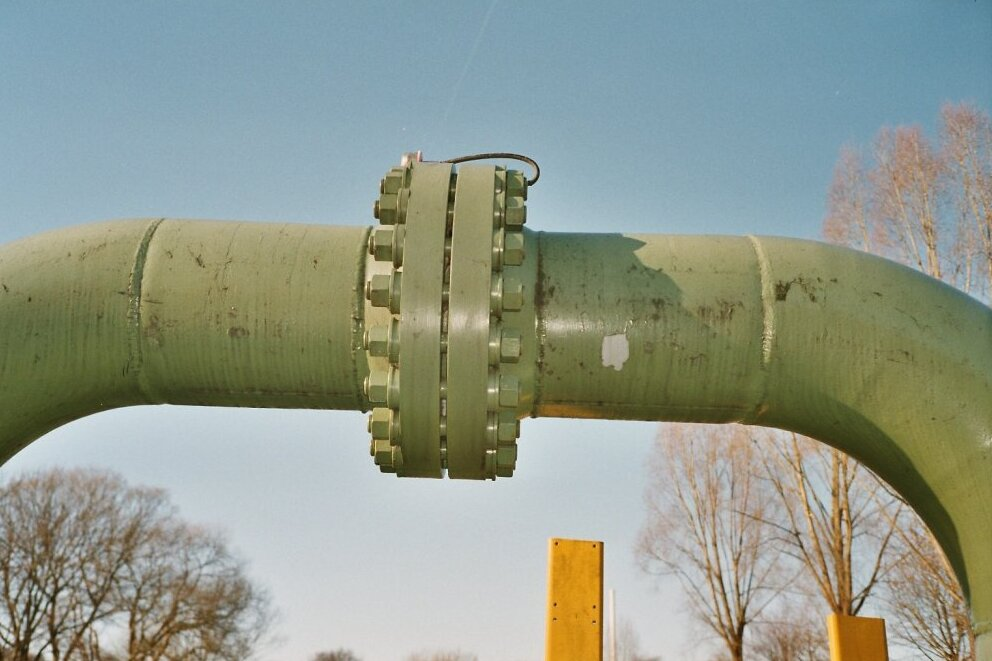
天然氣管中的法兰盘

法兰，或称法兰盘（英語：Flange），也有譯作輪緣或凸緣，粵語中也翻譯作「佛冷」，意指连接管道、容器或固定轴类机械部件所用的对称盘状结构，通常有螺栓、螺纹结构以资固定。

## 简介
法兰是法兰连接中的主要零件。法兰连接是由一对法兰、密封垫片和螺栓、螺母、垫圈等零件组成的一种可拆零件。
标准法兰的主要参数是公称直径、公称压力和密封面型式。

## 分类
不同的工程领域中，法兰的种类也有所差别。例如在化学工业中，化工设备用的标准法兰有两类：管法兰和压力容器法兰（又称设备法兰）。

## 延伸閱讀
- ASME B16.5 Standard Pipe Flanges up to and including 24 inches nominal
- ASME B16.47 Standard Pipe Flanges above 24 inches
- ASME Section II (Materials), Part A – Ferrous Material Specifications
- Nayyar, Mohinder. . New York: McGraw-Hill. 1999. ISBN 0-07-047106-1.
- ASME B16.47 Standard Pipe Flanges Yaang Pipe Industry （页面存档备份，存于）